# Dip (Band)
dip ist eine japanische Rockband mit starken psychedelischen Einflüssen. Sie wurde von Yamaji Kazuhide gegründet. Ihr Stil erinnert an Motorpsycho und Swervedriver, der Gesang an Talking Heads.

## Geschichte
dip entstand 1991 aus der Band Dip the FLAG. Das erste Album Dip (1993) erreichte den 1. Platz der japanischen Indie-Charts. Insbesondere ihr drittes Album Love to Sleep (erschienen 1995) erregte Aufmerksamkeit und wurde unter die Top 100 japanischen Alben der 1990er Jahre gewählt. Ferner wirkten sie an verschiedenen Filmmusiken mit.

## Diskografie (Auswahl)
- Dip (Album, 1993)[2]
- I’ll Slip Into the Inner Light (Album, 1994)[2]
- Love to Sleep (Album, 1995)[2]
- Superlovers In The Sun (Single, 10. 1997)[2]
- Dread 204 (Album, 1999)[2]
- Underwater (Album, 2003)[2]
- Feu Follet (Album, 2007)[2]
- After Loud (Album, 2009)[2]